# Boris Dimitrijevič Ragulja
Boris Dimitrijevič Ragulja, bělorusky Барыс Дзмітрыевіч Рагуля (1. ledna 1920 vesnice Turjec, Hrodenská oblast, Polsko – 22. dubna 2005 London, Ontario, Kanada) byl běloruský vojenský velitel aktivní v odboji proti SSSR a pozdější významný kanadský onkolog.

## Mládí v Polsku
Narodil se v rodině lékaře. V jeho dvou letech mu otec zemřel na tyfus. V roce 1930 jeho matka získala pozici porodní asistentky v nemocnici v Novogrodku. Studoval na běloruském gymnáziu ve městě Novogrodek a po jeho uzavření v roce 1935 přestoupil na gymnázium Adama Mickiewicze. V roce 1938 dokončil gymnázium a byl přijat na lékařskou fakultu university ve Vilniusu, ale krátce po přijetí byl mobilizován do polské armády. Jako mobilizovaný voják v červnu 1939 absolvoval poddůstojnickou školu v městě Zambrów. Od 1. září 1939 po invazi do Polska bojoval proti německé armádě.  

## V okupovaném Bělorusku
Byl zajat německou armádou, ale v srpnu roku 1940 se mu podařilo uprchnout do Západního Běloruska v té době již připojeného k SSSR v důsledku vstupu Rudé armády do Polska. Podle Smlouvy o přátelství a hranici mezi SSSR a Německem uzavřené 29. září 1939 byly nové hranice vytvořeny podél řek Narew, Západní Bug a San. V Běloruské SSR působil jako učitel německého jazyka na škole v městě Ljubča (bělorusky Любча). Ke svému působení uvedl ve svých pamětech:
| „                                                                       | Škola byla ruská. Zeptal jsem se ředitele proč, když tady v Ljubči nikdo kromě popa rusky nemluví. Tak se mne zeptal, zda jsem nacionalista. Odpověděl jsem mu, že ano, kdysi jsme s Poláky bojovali za běloruskou školu a nyní je Běloruská SSR a znovu je tu ruská škola? O měsíc později jsem byl zatčen. | “ |
| — Boris Ragulja, rozhovor s ředitelem školy podle jeho pamětí, rok 1940 | |   |

V Běloruské SSR byl v lednu 1941 zatčen NKVD, která ho obvinila z nelegálního překročení hranic, kontrarevoluční činnosti a špionáže. Byl odsouzen k trestu smrti, ale před jeho vykonáním ho zachránil vpád německých vojsk do SSSR. Jeho matka zemřela při záchraně pacientů z bombardované nemocnice v Novogrodku při bojích v Bělorusku. 

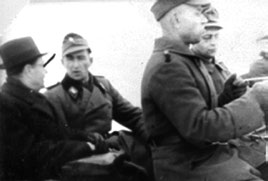
Boris Ragulja (sedící vpravo) a Radoslav Kazimírovič Ostrovskij, 1943 nebo 1944.

Po osvobození z vězení se vrátil domů, kde pracoval jako učitel a překladatel z němčiny ve městě Novogrodek. Se začátkem německé okupace se aktivně účastnil politických, veřejných a dalších akcí. Stál u zrodu Běloruské strany nezávislosti a byl členem jejího nejužšího vedení. 
V červenci 1942 byl jmenován velitelem oddílu Běloruské lidové svépomoci (bělorusky Беларуская народная самапомач) a zároveň pracoval jako referent Běloruského ochranného sboru v okrese Novogrodek.
Od podzimu 1943 velel zvláštnímu praporu, tzv. Novogrodská eskadrona, určenému k boji s partyzány. Ragulja si vymohl operační nezávislost na německém velitelství. Jeho prapor užíval německých stejnokrojů s běloruskými národními symboly. Prapor byl oficiálně zformován v lednu 1944, ale již od svého založení bojoval s partyzány. 
Začátkem roku 1944 byl Ragulja v hodnosti kapitána jmenován okresním náčelníkem Běloruské regionální obrany, což souviselo se zajištěním mobilizace vyhlášené Radoslavem Ostrovskim. Jeho úkolem také bylo zajistit ochranu mobilizačních míst pomocí vojáků z jeho praporu. V únoru až březnu 1944 zformoval z rozkazu německého komisaře jezdeckou eskadronu Běloruské regionální obrany. Od července 1944 velel jízdní divizi pomocné policejní brigády.
Po osvobození Běloruska začátkem července 1944 Ragulja svůj prapor rozpustil a s německými silami ustoupili jen on a jemu věrní dobrovolníci. Od srpna 1944 se v hodnosti kapitána účastnil výcviku ve zvláštním středisku ve škole abwehru. Stal se členem praporu Dallwitz (německy Luftlandebataillon Dallwitz). V říjnu 1944 Ragulja odmítl letět s výsadkem do Běloruské SSR a opustil prapor. Některé prameny uvádějí také jeho zařazení do 30. granátnické divize SS (1. běloruská).

## Po válce
Po válce nebyl vydán do SSSR, protože nebyl jeho občanem. Usadil se v americké okupační zóně Německa. Podle zprávy CIA žil ve městě Marburg od 17. října 1945. Své medicínské vzdělání dokončil na Katolické universitě v Lovani. Stal se také členem Běloruské ústřední rady.
Stal se spolupracovníkem CIA a podílel se na výcviku agentů vysílaných americkou tajnou službou do SSSR. Jednalo se o součást tajné operace AEQUOR. Za práci pro tajnou službu pobíral plat 300 dolarů. CIA ho ve své tajné zprávě charakterizovala následně:
| „                                       | Ragulja je zralá, inteligentní a přímočará osobnost obdařená dobrým smyslem pro humor. Má západní myšlení a způsoby. Rychle přemýšlí a dobře se vyjadřuje. Mluví přímo, bez snahy být tajnůstkářský nebo znít důležitě. Hovoří bělorusky, rusky, polsky, německy, francouzsky a částečně vlámsky a italsky. Jeho němčina je zcela gramaticky správná a podle našeho úředníka pracujícího na případu (anglicky case officer) je to nejlepší němčina z úst Slovana, jakou kdy slyšel navzdory přízvuku. Celkově vzato vypadá jako velmi dobrá volba pro spolupráci s námi. | “ |
| — Tajná zpráva CIA ze dne 7. února 1951 | |   |

Od roku 1954 žil ve městě London v Kanadě, kde pracoval po složení zkoušek jako onkolog. Zapojoval se do politických aktivit běloruské emigrace a stal se předsedou Konfederace svobodných Bělorusů, předsedou pobočky Běloruského institutu vědy a umění v Kanadě a členem Asociace Bělorusů Kanady. Zastupoval kanadské Bělorusy v mezinárodních asociacích. Vydal také své paměti.
V letech 1976 – 1978 spolupracoval se zástupci Lotyšů, Litevců, Estonců a Ukrajinců na dokumentu o dekolonizaci Sovětského svazu. Dokument byl předložen shromáždění OSN v New Yorku 20. listopadu 1978.
Proslavil se jako lékař svými pracemi věnovanými včasnému odhalení rakoviny děložního čípku. Zasadil se o rozsáhlou osvětovou kampaň mezi ženami o nutnosti preventivního vyšetření. Boris Ragulja uvedl, že díky včasné diagnóze se vyléčilo více než 85 % žen s touto diagnózou. Dále se na poli lékařství zasloužil o metodu krevního rozboru, který umožnil včasné detekování rakoviny žaludku, tlustého a tenkého střeva. Zabýval se také lékařskou osvětou a propagací dobré fyzické kondice mezi širokými vrstvami obyvatel. Přitom šel sám příkladem a pravidelně se účastnil dvoudenního lyžařského maratonu na 160 km. Dosáhl zákazu kouření ve školách, později v nemocnicích a na veřejných místech. V roce 1976 díky svým pracím obdržel po složení zkoušky právo vyučovat na lékařské fakultě, na které působil do roku 1991 a zároveň provozoval soukromou praxi. 
Po katastrofě v Černobylu v roce 1986 organizoval sbírku na pomoc obětem katastrofy. V roce 1997 mu byla Běloruskou ústřední radou udělena hodnost generálmajora.
Zemřel 21. dubna 2005. Rozloučení se konalo 23. dubna 2005, poté byl podle své vůle zpopelněn.

## Dílo
Je autorem knihy Běloruští studenti v zahraničí (ISBN 985-504-048-1), Against the Current: The Memoirs of Boris Ragula (MD McGill-Queen’s University Press, 2005) a dalších odborných prací.